# Скромні люди

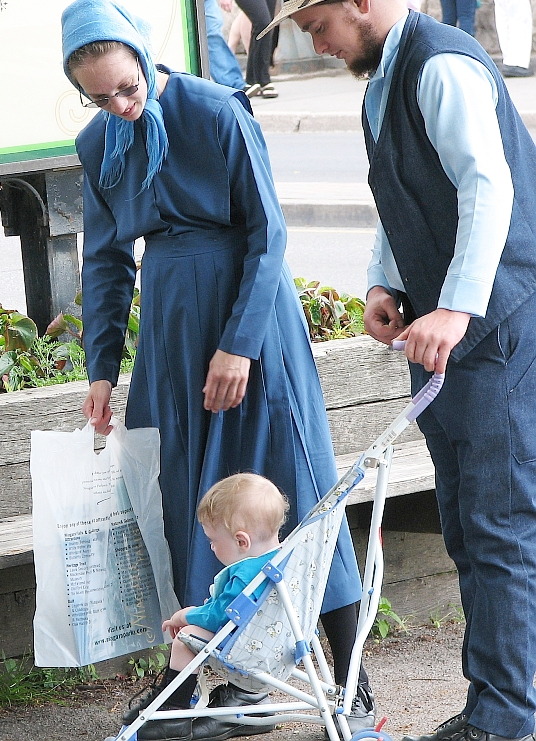
Сім'я амішів в Канаді, в районі Ніагарського водоспаду

«Скромні люди», або скромники (англ. plain people) — християнські групи, які характеризуються певною простотою життя. До них належать:
- Аміші;
- Деякі конфесії менонітів: Хортицька волость
- Братство німецьких старобаптистів
- Гуттерити
- Річкове братство старого обряду

Свого часу до них належали також квакерів, «Братів у Христі» (BIC), шейкерів, данкерів з «Церкви побратимів» і моравську церкву. Невелика кількість квакерів продовжує носити скромний одяг і зараз.
Звичаї скромників охоплюють:
- Скромний одяг, зазвичай одноколірний, темних тонів.
- Храми без розкішного оздоблення, з простими інтер'єром та екстер'єром — або не будують храмів взагалі.
- Утилітарний погляд на технологію, схожий з «принципом обережності»: невідомого, неперевіреного потрібно уникати, але головне — практичний результат і те, як виглядає цей результат в очах Бога. Якщо вони не впевнені щодо того, що Бог скаже про ту чи іншу технологію, керівники церкви визначають, чи можна її використовувати, чи ні.[1]Це стосується до всіх технологій, і цим пояснюється те, що їхній одяг защіпається на гачки, а не на ґудзики. До якої міри треба дотримуватися цього принципу — це в різних конгрегаціях по-різному. Але, переважно, аміші вважають, що меноніти недостатньо намагаються відокремити себе від світу.

## Походження
Рух менонітів був реформаторським рухом анабаптистського походження, що ґрунтується на вченні Менно Сімонса (1496—1561) і «Дордрехтської конфесії віри» 1632 року. Рух амішів був, своєю чергою, реформаторським рухом всередині менонітського руху, і ґрунтувався на вченні Якоба Аммана, який відчував, що нестача релігійної дисципліни у менонітів викликана їх спробами уникнути переслідувань. Амман доводив, що Біблія (Рим. 12:2-131) забороняє це.
Квакер Вільям Пенн, постраждалий від релігійних переслідувань, запропонував притулок іншим гнаним за віру. Безліч послідовників Якоба Аммана, починаючи з сімей Detweiler і Sieber, прийняли цю пропозицію і оселилися в окрузі Беркс штату Пенсільванія, в 1736 році. Багато з них оселилися недалеко від міста Ланкастер того ж штату, де були одні з найродючіших у світі не зрошуваних сільгосп угідь. До 1770 року міграція амішів переважно припинилася.

## Релігійні практики
У сектах скромників зазвичай є єпископи, кожен з яких керує однією конгрегацією. Деякі збираються в церковних будівлях, але більшість проводить зустрічі вдома одного зі своїх людей. Єпископи зазвичай обираються більшістю голосів як відображенням волі Бога. Оскільки єпископ прагне зберегти свій вплив, він скоріше буде прагнути до досягнення згоди, консенсусу між людьми конгрегації, ніж до директивного управління.
Найбільший вплив мають рішення єпископа, засновані на «орднунґ». «Орднунґ» — значною мірою неписаний кодекс поведінки, який встановлює правила щодо одягу, транспортних засобів, використання сучасних технологій. Порядок, встановлений «орднунґ», злегка відрізняється в різних конгрегаціях, але суть його залишається тією ж. Правлячий конгрегацією єпископ може вносити в цей порядок невеликі зміни час від часу, а так само робити для когось винятки. Наприклад, один фермер отримав від єпископа дозвіл на купівлю сучасного трактора, з поважної причини: фермер страждав на артрит, і у нього не було дітей або інших родичів, хто міг би йому допомогти запрягати коней.

## Тенденції

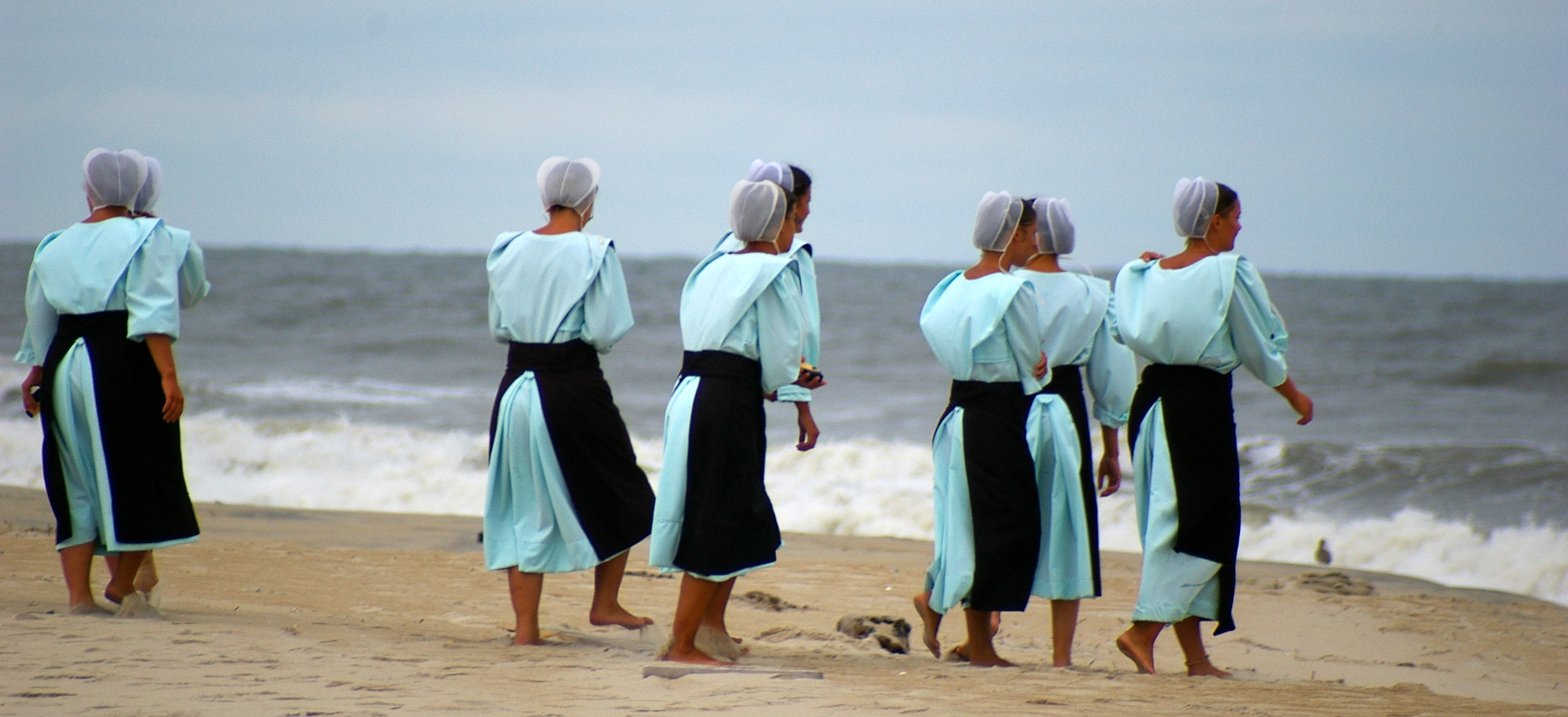
Жінки-аміші на пляжі. Острів Шінкотег, округ Аккомік, штат Вірджинія.

Аміші старого обряду — майже найбільш зростаюча людська популяція у світі. У них заборонено використання контрацепції і, при тому, низька дитяча смертність. У середньому в однієї жінки-амішки народжуються живими не менше семи дітей.У інших сектах скромників, хто сповідує такі ж або подібні доктрини, можна очікувати такого ж бурхливого зростання населення.
Але, попри все це, частка пенсильванських німців (включаючи і амішів, і менонітів старого обряду) серед усього населення штату Пенсільванія скорочується. Це пов'язано і зі зростанням цін на землю сільськогосподарського призначення, внаслідок чого багато хто з них змушені покидати обжиті місця і розселятися на всій території США і в усьому світі, і з тим, що на їхнє місце приїздять англомовні люди з Філадельфії, які теж розселяються по приміських і сільських районах. Дослідник Дональд Крайбілл стверджує, що громади скромників існують в 47 штатах США.
Серед людей у віці від п'яти років і старших, що проживають в окрузі Ланкастер штату Пенсильванія, в 2000 році:
- 89 % розмовляють вдома англійською;
- 7 % говорять на пенсильванському діалекті німецької;
- 4 % говорять іспанською мовою.

У більшості скромничих сект не допускається приймання дітей в члени церкви (зокрема, хрещення немовлят без їх усвідомленого вибору віри і добровільної згоди), і не застосовуються санкції проти тих з них, хто і потім вирішить не вступати в члени церкви. Але ті, хто вже став членами церкви, а потім відпали від неї, піддаються уникненню. У амішів старого обряду підлітки, що не прийняли хрещення, бо не зробили свій вибір, називаються «окольниками», і їм прощаються деякі порушення, які не прощаються дорослим амішами, що вже стали членами церкви.

## Здоров'я
Пенсильванські німці зазвичай не займаються прозелітизмом (наверненням нових людей з боку в свою віру) і не схвалюють міжнаціональні шлюби. Через близьке кровного споріднення, деякі генетичні захворювання зустрічаються частіше. Лікар Холмс Мортон заснував Клініку для дітей з особливостями, для того щоб вивчати і виліковувати сім'ї з такими проблемами.
У сектах скромників зазвичай заборонено звертатися до послуг страхування будь-якого виду. Замість цього члени громади стараються добровільно допомагати один одному у випадку хвороби, надзвичайної події або шкоди майну. Згідно з «Internal Revenue Service Form 4029»для них передбачено звільнення від сплати податків у фонд соціального страхування США при дотриманні ряду умов, та члени таких громад не платять цих податків і внесків, але й не отримують від системи соціального страхування ніяких виплат у разі смерті, інвалідності або старості.